# Sportverein 1916 Sandhausen 2018-2019
Questa voce raccoglie le informazioni riguardanti lo Sportverein 1916 Sandhausen  nelle competizioni ufficiali della stagione calcistica 2018-2019.

## Stagione
Nella stagione 2018-2019 il Sandhausen, allenato da Uwe Koschinat, concluse il campionato di 2. Bundesliga al 15º posto. In coppa di Germania il Sandhausen fu eliminato al secondo turno dall'Heidenheim.

## Rosa
| N. |                        | Ruolo | Calciatore         |
| -- | ---------------------- | ----- | ------------------ |
| 29 | Germania (bandiera)    | P     | Niklas Lomb        |
| 1  | Germania (bandiera)    | P     | Marcel Schuhen     |
| 33 | Germania (bandiera)    | P     | Rick Wulle         |
| 30 | Germania (bandiera)    | D     | Sören Dieckmann    |
| 18 | Germania (bandiera)    | D     | Dennis Diekmeier   |
| 36 | Germania (bandiera)    | D     | Ken Gipson         |
| 23 | Germania (bandiera)    | D     | Markus Karl        |
| 14 | Germania (bandiera)    | D     | Tim Kister         |
| 24 | Germania (bandiera)    | D     | Philipp Klingmann  |
| 34 | Germania (bandiera)    | D     | Tim Knipping       |
| 19 | Kosovo (bandiera)      | D     | Leart Paqarada     |
| 3  | Germania (bandiera)    | D     | Alexander Rossipal |
| 4  | Paesi Bassi (bandiera) | D     | Jesper Verlaat     |
| 2  | Russia (bandiera)      | D     | Aleksandr Žirov    |
| 28 | Germania (bandiera)    | C     | Philipp Förster    |

| N. |                        | Ruolo | Calciatore            |
| -- | ---------------------- | ----- | --------------------- |
| 9  | Islanda (bandiera)     | C     | Rúrik Gíslason        |
| 8  | Tunisia (bandiera)     | C     | Mohamed Gouaida       |
| 21 | Slovacchia (bandiera)  | C     | Karim Guédé           |
| 27 | Germania (bandiera)    | C     | Maximilian Jansen     |
| 31 | Austria (bandiera)     | C     | Stefan Kulovits       |
| 6  | Germania (bandiera)    | C     | Denis Linsmayer       |
| 25 | Germania (bandiera)    | C     | Felix Müller          |
| 20 | Germania (bandiera)    | C     | Emanuel Taffertshofer |
| 22 | Germania (bandiera)    | C     | Korbinian Vollmann    |
| 17 | Germania (bandiera)    | C     | Erik Zenga            |
| 16 | Germania (bandiera)    | A     | Kevin Behrens         |
| 10 | Germania (bandiera)    | A     | Nejmeddin Daghfous    |
| 11 | Germania (bandiera)    | A     | Fabian Schleusener    |
| 7  | Stati Uniti (bandiera) | A     | Andrew Wooten         |

## Organigramma societario
Area tecnica
- Allenatore: Uwe Koschinat
- Allenatore in seconda: Gerhard Kleppinger
- Preparatore dei portieri: Daniel Ischdonat
- Preparatori atletici: Dirk Stelly

## Risultati

### 2. Bundesliga

#### Girone di andata
| Arbitro: | Stieler |

|                                           |           |               |
| Keita-Ruel 78’, 81’ (rig.) Steininger 89’ | Marcatori | 55’ Klingmann |

| Arbitro: | Welz |

|  |           |                                 |
|  | Marcatori | 7’, 59’ Narey 30’ van Drongelen |

| Arbitro: | Alt |

|            |           |  |
| Tesche 54’ | Marcatori |  |

| Sandhausen 2 settembre 2018, ore 13:30 CEST 4ª giornata | Sandhausen | 0 – 0 referto | Union Berlino | Hardtwaldstadion (5 517 spett.)\| Arbitro: \| Gerach \| |
| Arbitro:                                                | Gerach     |               |               |                                                         |

| Arbitro: | Pfeifer |

|           |           |               |
| Kempe 90’ | Marcatori | 46’ Klingmann |

| Arbitro: | Ittrich |

|  |           |                        |
|  | Marcatori | 45’ Schaub 54’ Terodde |

| Arbitro: | Siewer |

|  |           |                            |
|  | Marcatori | 34’ Wooten 86’ Schleusener |

| Arbitro: | Heft |

|  |           |          |
|  | Marcatori | 73’ Beck |

| Arbitro: | Kempter |

|                                           |           |             |
| Diamantakos 17’ Allagui 90’ Buchtmann 90’ | Marcatori | 73’ Behrens |

| Arbitro: | Fritz |

|                                                     |           |  |
| Wooten 7’ (rig.) Linsmayer 66’ Schleusener 78’, 86’ | Marcatori |  |

| Arbitro: | Sather |

|                                   |           |                                 |
| Gueye 35’ Tekpetey 66’ Ritter 80’ | Marcatori | 14’ Schleusener 27’, 83’ Wooten |

| Arbitro: | Bacher |

|                                   |           |                 |
| Koné 11’ Aosman 31’ Benatelli 76’ | Marcatori | 22’ Schleusener |

| Sandhausen 9 novembre 2018, ore 18:30 CET 13ª giornata | Sandhausen | 0 – 0 referto | Duisburg | Hardtwaldstadion (5 534 spett.)\| Arbitro: \| Günsch \| |
| Arbitro:                                               | Günsch     |               |          |                                                         |

| Arbitro: | Aarnink |

|                      |           |                 |
| Schindler 9’ Lee 33’ | Marcatori | 83’ Schleusener |

| Arbitro: | Hartmann |

|            |           |                        |
| Förster 8’ | Marcatori | 39’ Feick 45’ Thomalla |

| Arbitro: | Bacher |

|                |           |                 |
| Voglsammer 79’ | Marcatori | 46’ Schleusener |

| Arbitro: | Kampka |

|                        |           |                  |
| Wooten 20’ Förster 45’ | Marcatori | 16’, 90’ Adamyan |

#### Girone di ritorno
| Sandhausen 21 dicembre 2018, ore 18:30 CET 18ª giornata | Sandhausen | 0 – 0 referto | Greuther Fürth | Hardtwaldstadion (4 478 spett.)\| Arbitro: \| Willenborg \| |
| Arbitro:                                                | Willenborg |               |                |                                                             |

| Arbitro: | Storks |

|                  |           |                   |
| Lasogga 45’, 68’ | Marcatori | 65’ (rig.) Wooten |

| Arbitro: | Schröder |

|                                         |           |  |
| Knipping 54’ Wooten 75’ Schleusener 90’ | Marcatori |  |

| Arbitro: | Stieler |

|                         |           |  |
| Andersson 11’ Gogia 87’ | Marcatori |  |

| Arbitro: | Koslowski |

|                 |           |                  |
| Schleusener 24’ | Marcatori | 34’ (rig.) Kempe |

| Arbitro: | Gräfe |

|                              |           |           |
| Drexler 49’ Modeste 83’, 90’ | Marcatori | 4’ Wooten |

| Arbitro: | Pfeifer |

|  |           |                                  |
|  | Marcatori | 1’, 69’ Testroet 82’ Hochscheidt |

| Arbitro: | Willenborg |

|  |           |            |
|  | Marcatori | 73’ Wooten |

| Arbitro: | Waschitzki |

|                                             |           |  |
| Wooten 34’ Förster 43’, 49’ Schleusener 46’ | Marcatori |  |

| Arbitro: | Gräfe |

|             |           |                        |
| Paulsen 12’ | Marcatori | 55’ Behrens 90’ Wooten |

| Arbitro: | Alt |

|            |           |                    |
| Kister 17’ | Marcatori | 90’ (rig.) Klement |

| Arbitro: | Heft |

|                                   |           |           |
| Žirov 69’ Daghfous 72’ Wooten 79’ | Marcatori | 56’ Berko |

| Arbitro: | Gerach |

|                              |           |                        |
| Nielsen 71’ Wolze 88’ (rig.) | Marcatori | 28’, 62’ (rig.) Wooten |

| Arbitro: | Badstübner |

|                                  |           |                 |
| Förster 17’ Wooten 22’ Žirov 48’ | Marcatori | 6’, 44’ Okugawa |

| Arbitro: | Thomsen |

|                         |           |                                     |
| Thomalla 45’ Mainka 60’ | Marcatori | 57’ (rig.), 69’ Wooten 67’ Paqarada |

| Arbitro: | Aarnink |

|  |           |                                  |
|  | Marcatori | 15’ Klos 42’ Yabo 71’ Voglsammer |

| Arbitro: | Petersen |

|                    |           |                 |
| Ghaddioui 42’, 60’ | Marcatori | 5’, 86’ Behrens |

### Coppa di Germania
| Arbitro: | Badstübner |

|  |           |                                                                       |
|  | Marcatori | 8’ Schleusener 24’, 90’ Müller 46’ (rig.) Förster 61’ Kister 83’ Karl |

| Arbitro: | Waschitzki |

|                                        |           |  |
| Schnatterer 8’ (rig.) Dovedan 20’, 86’ | Marcatori |  |

## Statistiche

### Statistiche di squadra
| Competizione      | Punti | In casa | In casa | In casa | In casa | In casa | In casa | In trasferta | In trasferta | In trasferta | In trasferta | In trasferta | In trasferta | Totale | Totale | Totale | Totale | Totale | Totale | DR |
| Competizione      | Punti | G       | V       | N       | P       | Gf      | Gs      | G            | V            | N            | P            | Gf           | Gs           | G      | V      | N      | P      | Gf     | Gs     | DR |
| ----------------- | ----- | ------- | ------- | ------- | ------- | ------- | ------- | ------------ | ------------ | ------------ | ------------ | ------------ | ------------ | ------ | ------ | ------ | ------ | ------ | ------ | -- |
| 2. Bundesliga     | 38    | 17      | 5       | 6       | 6       | 22      | 21      | 17           | 4            | 5            | 8            | 23           | 31           | 34     | 9      | 11     | 14     | 45     | 52     | -7 |
| Coppa di Germania | -     | 0       | 0       | 0       | 0       | 0       | 0       | 2            | 1            | 0            | 1            | 6            | 3            | 2      | 1      | 0      | 1      | 6      | 3      | +3 |
| Totale            | -     | 17      | 5       | 6       | 6       | 22      | 21      | 19           | 5            | 5            | 9            | 29           | 34           | 36     | 10     | 11     | 15     | 51     | 55     | -4 |

### Andamento in campionato
| Giornata  | 1  | 2  | 3  | 4  | 5  | 6  | 7  | 8  | 9  | 10 | 11 | 12 | 13 | 14 | 15 | 16 | 17 | 18 | 19 | 20 | 21 | 22 | 23 | 24 | 25 | 26 | 27 | 28 | 29 | 30 | 31 | 32 | 33 | 34 |
| --------- | -- | -- | -- | -- | -- | -- | -- | -- | -- | -- | -- | -- | -- | -- | -- | -- | -- | -- | -- | -- | -- | -- | -- | -- | -- | -- | -- | -- | -- | -- | -- | -- | -- | -- |
| Luogo     | T  | C  | T  | C  | T  | C  | T  | C  | T  | C  | T  | T  | C  | T  | C  | T  | C  | C  | T  | C  | T  | C  | T  | C  | T  | C  | T  | C  | C  | T  | C  | T  | C  | T  |
| Risultato | P  | P  | P  | N  | N  | P  | V  | P  | P  | V  | N  | P  | N  | P  | P  | N  | N  | N  | P  | V  | P  | N  | P  | P  | V  | V  | V  | N  | V  | N  | V  | V  | P  | N  |
| Posizione | 16 | 18 | 17 | 17 | 17 | 17 | 16 | 16 | 17 | 16 | 16 | 16 | 15 | 16 | 17 | 17 | 16 | 15 | 16 | 16 | 16 | 17 | 17 | 18 | 17 | 15 | 15 | 15 | 15 | 15 | 15 | 15 | 15 | 15 |

Legenda:

Luogo: C = Casa; T = Trasferta. Risultato: V = Vittoria; N = Pareggio; P = Sconfitta.

### Statistiche dei giocatori
| Giocatore        | 2. Bundesliga | 2. Bundesliga | 2. Bundesliga | 2. Bundesliga | Coppa di Germania | Coppa di Germania | Coppa di Germania | Coppa di Germania | Totale   | Totale | Totale      | Totale     |
| Giocatore        | Presenze      | Reti          | Ammonizioni   | Espulsioni    | Presenze          | Reti              | Ammonizioni       | Espulsioni        | Presenze | Reti   | Ammonizioni | Espulsioni |
| ---------------- | ------------- | ------------- | ------------- | ------------- | ----------------- | ----------------- | ----------------- | ----------------- | -------- | ------ | ----------- | ---------- |
| N. Lomb          | 12            | 0             | 0             | 0             | 2                 | 0                 | 0                 | 0                 | 14       | 0      | 0           | 0          |
| M. Schuhen       | 22            | 0             | 1             | 0             | -                 | -                 | -                 | -                 | 22       | 0      | 1           | 0          |
| R. Wulle         | -             | -             | -             | -             | -                 | -                 | -                 | -                 | -        | -      | -           | -          |
| S. Dieckmann     | 5             | 0             | 0             | 0             | -                 | -                 | -                 | -                 | 5        | 0      | 0           | 0          |
| D. Diekmeier     | 16            | 0             | 2             | 0             | -                 | -                 | -                 | -                 | 16       | 0      | 2           | 0          |
| K. Gipson        | 1             | 0             | 0             | 0             | -                 | -                 | -                 | -                 | 1        | 0      | 0           | 0          |
| M. Karl          | 24            | 0             | 2             | 0             | 1                 | 1                 | 0                 | 0                 | 25       | 1      | 2           | 0          |
| T. Kister        | 16            | 1             | 7             | 0             | 2                 | 1                 | 0                 | 0                 | 18       | 2      | 7           | 0          |
| P. Klingmann     | 17            | 2             | 3             | 0             | 2                 | 0                 | 0                 | 0                 | 19       | 2      | 3           | 0          |
| T. Knipping      | 7             | 1             | 1             | 0             | -                 | -                 | -                 | -                 | 7        | 1      | 1           | 0          |
| L. Paqarada      | 28            | 1             | 3             | 0             | 2                 | 0                 | 1                 | 0                 | 30       | 1      | 4           | 0          |
| A. Rossipal      | 2             | 0             | 0             | 0             | -                 | -                 | -                 | -                 | 2        | 0      | 0           | 0          |
| J. Verlaat       | 29            | 0             | 2             | 0             | 1                 | 0                 | 0                 | 0                 | 30       | 0      | 2           | 0          |
| A. Žirov         | 18            | 2             | 1             | 0             | -                 | -                 | -                 | -                 | 18       | 2      | 1           | 0          |
| P. Förster       | 29            | 5             | 11            | 0             | 2                 | 1                 | 0                 | 0                 | 31       | 6      | 11          | 0          |
| R. Gíslason      | 27            | 0             | 6             | 0             | -                 | -                 | -                 | -                 | 27       | 0      | 6           | 0          |
| M. Gouaida       | 3             | 0             | 0             | 0             | -                 | -                 | -                 | -                 | 3        | 0      | 0           | 0          |
| K. Guédé         | 9             | 0             | 0             | 1             | 1                 | 0                 | 0                 | 0                 | 10       | 0      | 0           | 1          |
| M. Jansen        | 9             | 0             | 1             | 0             | 2                 | 0                 | 1                 | 0                 | 11       | 0      | 2           | 0          |
| S. Kulovits      | 6             | 0             | 0             | 0             | 1                 | 0                 | 0                 | 0                 | 7        | 0      | 0           | 0          |
| D. Linsmayer     | 30            | 1             | 8             | 0             | 1                 | 0                 | 0                 | 0                 | 31       | 1      | 8           | 0          |
| F. Müller        | 17            | 0             | 2             | 0             | 2                 | 2                 | 0                 | 0                 | 19       | 2      | 2           | 0          |
| E. Taffertshofer | 13            | 0             | 4             | 0             | 1                 | 0                 | 0                 | 0                 | 14       | 0      | 4           | 0          |
| K. Vollmann      | 16            | 0             | 3             | 0             | 1                 | 0                 | 0                 | 0                 | 17       | 0      | 3           | 0          |
| E. Zenga         | 19            | 0             | 3             | 0             | 1                 | 0                 | 0                 | 0                 | 20       | 0      | 3           | 0          |
| K. Behrens       | 30            | 4             | 1             | 0             | 2                 | 0                 | 1                 | 0                 | 32       | 4      | 2           | 0          |
| N. Daghfous      | 6             | 1             | 2             | 0             | -                 | -                 | -                 | -                 | 6        | 1      | 2           | 0          |
| F. Schleusener   | 26            | 10            | 0             | 0             | 2                 | 1                 | 0                 | 0                 | 28       | 11     | 0           | 0          |
| A. Wooten        | 31            | 17            | 0             | 0             | 1                 | 0                 | 0                 | 0                 | 32       | 17     | 0           | 0          |
| F. Hansch        | 3             | 0             | 0             | 0             | 1                 | 0                 | 0                 | 0                 | 4        | 0      | 0           | 0          |
| M. Seegert       | 2             | 0             | 0             | 0             | -                 | -                 | -                 | -                 | 2        | 0      | 0           | 0          |